# Bill Finger
Milton «Bill» Finger (Denver, 8 de febrero de 1914-Nueva York, 18 de enero de 1974) fue un escritor estadounidense, famoso por ser el creador del personaje Batman junto a Bob Kane. Su labor no fue debidamente reconocida en un principio, pero años más tarde Kane admitió que Finger fue «una fuerza que contribuyó» en la creación del personaje, y el historiador de cómics Ron Goulart se ha referido a Batman como la «creación del artista y del escritor Bill Finger».
Finger creó los enemigos de Batman como el Joker, el Pingüino, Catwoman, Dos Caras y Riddler, entre otros. También escribió muchas de las historias originales de Linterna Verde en los años 1940 y pasaría a contribuir en el desarrollo de numerosas series de cómics.

## Biografía
Milton «Bill» Finger nació el 8 de febrero de 1914 en Denver, Colorado, Estados Unidos, al interior de una familia judío-estadounidense.
Siendo Bill apenas un bebé, su familia se trasladó a vivir a Nueva York. Allí creció bajo un ambiente familiar sustentado por la sastrería de su padre. Cuando la tienda cerró producto de la Depresión económica de 1929, Finger adoptó una serie de trabajos para ayudar a mantener a su familia, incluyendo tareas administrativas en una tienda de sombreros y venta de zapatos.
Más tarde se unió al estudio de Bob Kane en 1938. Un aspirante a escritor y un vendedor de zapatos a tiempo parcial, que había conocido en una fiesta de Kane, Kane más tarde le ofreció un trabajo como escritor fantasma de las tiras Rusty y Clip Carson.

A principios del año siguiente, el éxito de National Comics, la precursora de DC Comics, con el superhéroe Superman en Action Comics solicitó a editores a crear héroes similares. En respuesta, Kane concibió «The Bat-Man». Finger ofreció algunas sugerencias como la de dar al personaje una capucha en lugar de la máscara, una capa en vez de alas, la adición de guantes y la eliminación de las secciones rojas del traje original. Más tarde dijo que su sugerencia fue influida por el popular The Phantom de Lee Falk, un carácter periódico sindicado de cómic con el que Kane estaba familiarizado, así que ideó el nombre de Bruce Wayne para la identidad secreta del personaje: 
El nombre de Bruce Wayne vino de Robert Bruce, el patriota escocés. Wayne, al ser un playboy, era un hombre de la alta burguesía. Busqué un nombre que sugiriera el colonialismo. Traté con Adams, Hancock... Entonces pensé en Mad Anthony Wayne. 
Como Kane resume décadas más tarde en su biografía: 
Bill Finger fue una fuerza que contribuyó a Batman desde el principio... hice a un Batman superhéroe-vigilante la primera vez que lo creé. Bill lo convirtió en un detective científico.
Finger escribió la primera historia para Batman mientras que Kane proporcionaba el dibujo. Debido a que Kane ya había propuesto la creación de un personaje llamado Batman a los editores, solo Kane recibió crédito oficial por la creación de Batman en ese tiempo.[cita requerida]
Batman fue todo un éxito, así que los editores les pidieron que crearan un compañero para Batman, de este modo los lectores se sentirían identificados con el personaje. Kane sugirió un personaje sobrehumano, basado en Puck, un ser mitológico. Pero Finger pensó que lo mejor sería usar un ser humano común, así nació Robin.[cita requerida]
Finger escribió la mayoría de las primeras historias de Batman, y ayudó a la creación de varios villanos como el Joker, Catwoman y el Pingüino. Incluso se le atribuye la creación del Batmobile y dar el nombre de Gotham a la ciudad en la que ocurren las historias de Batman.
Bill Finger, con dibujos de Bob Kane y escritores ayudantes como Gardner Fox y colaboradores como Jerry Robinson comenzaron a dar vida a la leyenda de Batman. Pero el equipo de trabajo creativo tuvo problemas, ya que Kane dio un golpe definitivo al firmar un contrato con National Publications, en el cual la mayor parte del dinero lo ganaría él, y en todos los cómics de Batman debería aparecer la marca de «Bob Kane» como creador, aunque este ni siquiera hubiese tenido participación.
Bill Finger nunca fue reconocido en vida como uno de los creadores de Batman, aunque recibió numerosos premios y homenajes post mortem por su trabajo. Poniendo fin a esta tendencia, el 18 de septiembre de 2015 fue anunciado que, en adelante, Bill Finger recibiría crédito como cocreador del personaje en las sucesivas producciones televisivas y cinematográficas en las que aparecieran el Hombre Murciélago y los elementos de su mitología.
En 2016 se estrenó Batman v Superman: Dawn of Justice, la primera película en cuyos títulos de crédito es mencionado como cocreador de Batman.

## Premios
Años después de su muerte en 1974, Finger fue introducido al Salón de la Fama de los premios Eisner en 1999.
Además, en su honor, la Comic-Con International estableció el 2005 el «Bill Finger Award for Excellence in Comic Book Writing» (Premio Bill Finger a la Excelencia en la Escritura de Cómics), que se otorga anualmente a «escritores que nos han favorecido con su importante e inspirador trabajo sin haber recibido su justo reconocimiento».

## Homenajes de colegas

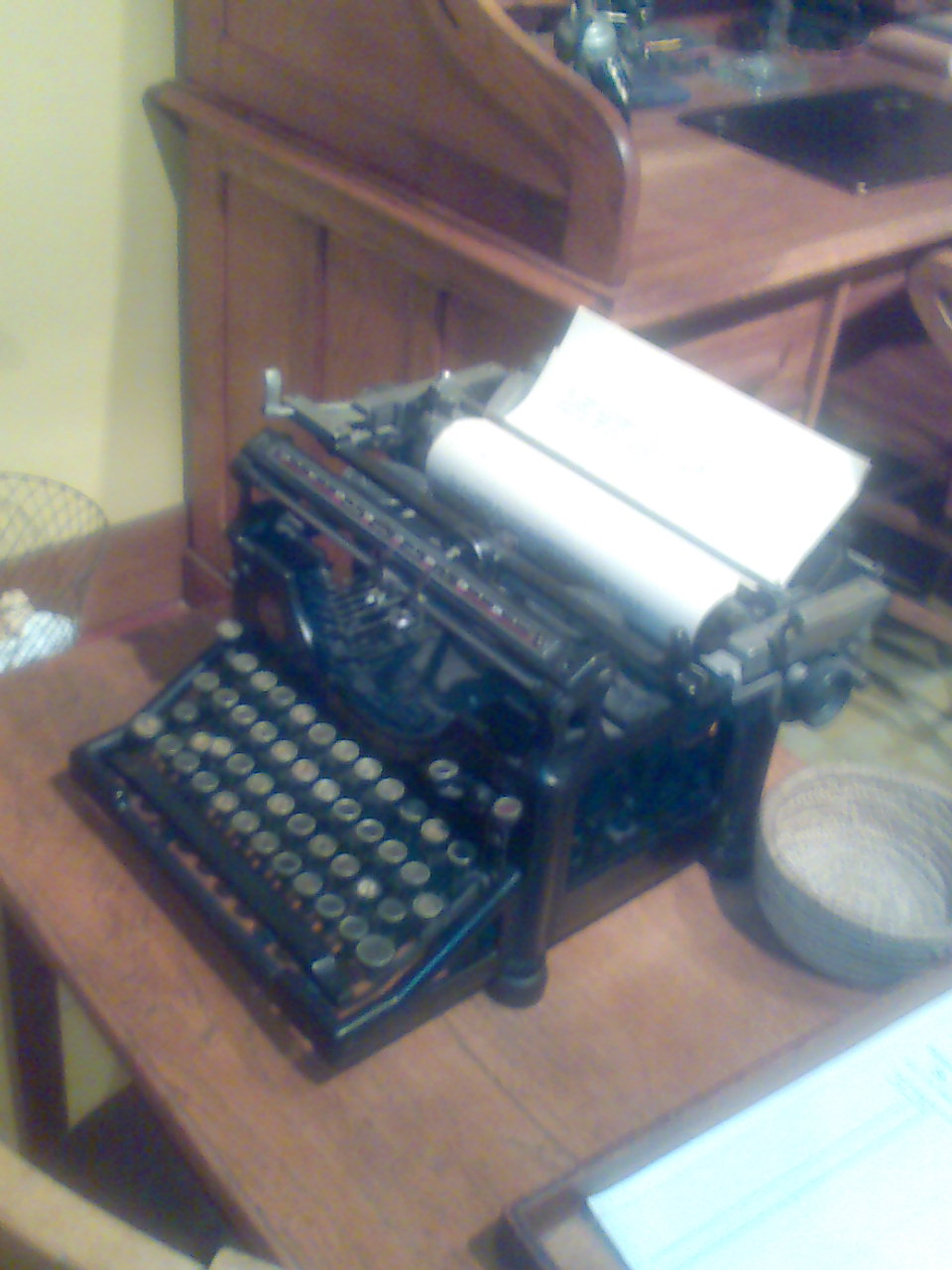
Finger ha sido homenajeado en cómics de Batman simbolizando su aporte a través del dibujo de una máquina de escribir.

Bill Finger suele ser homenajeado por escritores de cómics de Batman simbolizando su aporte histórico mediante la aparición de una «máquina de escribir gigante» dentro de alguna historia. Esto se ha visto en historias como Batman: Strange Apparitions (durante una lucha en un museo de arte); Batman: Whatever Happened to the Caped Crusader? (como publicidad en el techo de un edificio); «An Innocent Man» de Brian Bolland; en Batman: Black & White de 1997 (como producto de la imaginación del protagonista).[cita requerida]
Dos recordados tipos de máquinas de escribir gigantes habían sido incluidos en cómics escritos por Bill Finger, la primera en la historia «The Man With The Automatic Brain!» (Batman #52, 1949) y la segunda en «The Million-Dollar Clues from Batman» (Batman #115, 1958).[cita requerida]